# Mártires (departement)
Mártires is een departement in de Argentijnse provincie Chubut. Het departement (Spaans:  departamento) heeft een oppervlakte van 15.445 km² en telt 977 inwoners.

## Plaatsen in departement Mártires
- Alto de las Plumas
- El Mirasol
- La Rosada
- Laguna Grande
- Las Plumas
- Mina Chubut
- Sierra Negra